# Josef von Maier
Josef von Maier (Bratislava, 11 maggio 1899 – Argentina, 7 maggio 1958) è stato un aviatore austro-ungarico.
Con sette vittorie aeree nella prima guerra mondiale fu un Asso dell'aviazione austro-ungarica.

## Biografia e prima guerra mondiale
József Maier è nato a Bratislava l'11 maggio 1889 in una famiglia nobile ungherese. Non ha mai imparato bene l'ungherese e parlava tedesco con la moglie italiana. Ha studiato al Mödling Military Technical College. Nel 1911, iniziò a servire al 23º Comando. Nel settembre del 1911 fu promosso a tenente. Immediatamente prima dello scoppio della prima guerra mondiale, iniziò il corso di addestramento aeronautico a Wiener Neustadt il 1º luglio 1914 e solo dopo un mese fu già tenente per la Flik 14 inviato sul fronte russo.
Il 12 agosto 1914 ha effettuato ricognizioni con il pilota Janos Varga su un Lohner B.VII, quando ha dovuto effettuare un atterraggio di emergenza a causa di un guasto al motore a Volodymyr-Volinszkijnél; l'aereo si distrusse e tornò indietro da solo. Nella primavera del 1915 fece domanda per un corso da pilota. Il 1º settembre ha ricevuto il brevetto da pilota ed il 4 ottobre è stato inviato alla Flik 13 combattendo sul fronte russo (successivamente rumeno). Ha completato la formazione da pilota di due settimane sulla caccia, nell'estate del 1917, dopo di che viene inviato come comandante della Flik 55J nel fronte italiano. Il mese seguente ebbe un particolare successo e Maier ha conseguito cinque delle sue sette vittorie con piloti eccellenti come Julius Arigi e Josef Kiss. Il 15 novembre 1917, due bombardieri Caproni; due giorni dopo un Savoia-Pomilio ed un SAML ed il 18 un Savoia-Pomilio furono abbattuti. Le ultime vittorie aeree di Maier sono arrivate il 7 dicembre nella zona di Asiago quando costrinse a terra un Pomilio PE ed un SAML.
Dall'inizio del 1918 la performance cadde, i migliori piloti morti, oppure furono dirottati e l'Albatros D.III perduto fu sostituito dal peggior Phönix D.I. All'inizio di settembre, Maier si è arruolato nella scuola da caccia di Neumarkt, quando arriva la fine della guerra.
Dopo la prima guerra mondiale, è stato il vicecomandante della 2ª aeronautica indipendente dell'Ungheria. Dopo il trattato di pace, ha studiato presso la facoltà di ingegneria meccanica presso l'Università di Tecnologia di Budapest. Qui è stato membro fondatore dell'Associazione aeronautica sportiva dell'Università di arte e design. Tra il 1928 e il 1931 fu a capo dell'aeroporto di Matthias. Nel 1935 fu promosso a maggiore. Dal 1937 fu tenente colonnello presso l'Accademia Ludovica di Budapest. Dal 1941 in poi, comandante del Comando dell'Esercito, colonnello dal 1942.
Dopo la seconda guerra mondiale emigrò in Argentina e vi morì il 7 maggio 1958.